# Kresten Bjerg
Kresten Bjerg (født 28. august 1935, død 21. juli 2024) var en dansk psykologiforsker. Han var kendt for sit arbejde med det digitale dagbogsprogram Phenomenalog, og for sin forskning i personlighedspsykologiske teorier og hjemmets psykologi.
Det grundlæggende perspektiv i hans forskning var en udvidet forståelsesramme for nære sociale samspil gennem fastholden ved parternes individuelle enhed af personlig kropshusholdning, personlig hjemmehusholdning og personlig informationshusholdning.
Dagbogsprojektet var rettet mod at facilitere den enkelte borgers personlige redegørelsesmuligheder for eget hverdagsliv.
Kresten Bjerg var lektor ved Københavns Universitet.

## Personligt
Kresten Bjerg var søn af billedhuggeren Johannes Bjerg og Minna Bjerg, og var gift med talepædagog Beth Bjerg, f.Vossebein og fik med hende tre døtre: Ditte Bjerg , Sanne Bjerg og Nana Bjerg.

## Publikationer
- 1960 m. Gerhard Nielsen: Simultaneous and Retrospective Person Perception Scand. J. Psychol., p.97-l02
- 1961 Om Imperativer og prohibitiver - specielt belyst ved nogle eksempler fra seksualadfærdens område. Guldmedaljeafhandling Københavns Universitet .[12]
- 1961 Cognitiv Stil. Konferensopgave Københavns Universitet
- 1961 Forslag til opstilling af forskningsprogram vedr. alkoholproblemer, Socialforskningsinstituttet
- 1962 Oplevelse af børns adfærd, Nordisk Psykologi
- 1962 Om at stille sit forhold til en anden på prøve , Nordisk Psykologi
- 1962 Aims, Activities and Integration in Alienated Subjects (upubl.) Harvard University
- 1963 Bag ordene. TV-spil Danmarks Radio
- 1964 Overvejelser vedrørende mulighederne for en fænomenologisk personlighedsforskning Nordisk Psykologi
- 1965 Moral og Fremmedgørelse i Psykologisk Belysning i: Leo Andersen(ed): En Moderne Humanisme Reitzel
- 1966 To om et Spejl. TV-spil Danmarks Radio
- 1967 Moralpsykologi og Seksualmoral Reitzel
- 1967 The Suicidal Lifespace i: Shneidmann, E.S.(ed): Essays in Self-destruction Science House, N.Y.
- 1967 Person, Maske og Samfund Jordens Folk, 1,
- 1968 Orlov fra Mands Verden. Kronik, Politiken
- 1968 Interplay Analysis. A preliminary report on an approach to the problems of interpersonal understanding Acta Psychologica, 28, p. 201 -24S,
- 1968 Fanden på væggen. (Om negative forventninger). Kortfilm Statens Filmscentral
- 1970 Bevidsthedsændringernes psykobiologi Dansk Psykolognyt
- 1970 Kommunikation fra "herinde". Et notat vedr. ydre og indre sprog Dansk Psykolognyt
- 1971 Om tidsperspektiv Dansk Psykolognyt
- 1972 Den nødvendige bevidsthedsændring i: Koch & Meissner (eds.): Det indre Univers Rhodos, København
- 1972 Er der en lysere fremtid end fællesmarkedets? Dansk Psykolognyt
- 1972 Miljø og Kropsvilkår i "Psykosomatik og Folkeoplysning" Undervisningsministeriet
- 1972 Forståelsesproblemer, bevidsthedens udvikling og nye remedier i: Lars von der Lieth (el.): Non-verbal kommunikation Psykologisk Laboratorium
- 1973 Psykotronik i Øst og Vest. Rapport fra en konference i Prag. Dansk Psykolognyt
- 1974 Miljøpolitisk bevidstgørelse. Kronik Politiken
- 1975 Etablering af Forsøgslejligheder i: Karen Zahle (ed.): Boligen som arbejdsplads, Kgl. Akademis Arkitektskole
- 1976 Sindstilstande, bevidsthedsformer og livskvalitet i: :Hansen, M & Jensen, B.: Bogen om Psykologi, Politikens forlag, København
- 1976 Psykologiens udkanter og overdrev i: Hansen, M & Jensen, B.: Bogen om Psykologi , Politikens forlag, København
- 1978 The hollow men and the public speech-act, i: Jacob Mey (el): Studies in Pragmalinguistic's. Ser.Janua Linguarum ,85 Mouton,Haag
- 1978 Forsøgslejlighed - lejlighedsforsøg Dansk Psykolognyt
- 1978 Simulation in domestic psychology. Upubliceret manuskript. Psykologisk Laboratorium
- 1979 Den nødvendige nyorientering i faget hjemkundskab Hjemkundskab, marts.
- 1980 Nye muligheder for en beskrivelse af hverdagslivet (bl.a.) ved hjælp af billedtegn , Hjemmenes Tværfagårg.3, 2,
- 1981 Hjemmet som Text- og Billedarbejdsplads i Fremtiden , Futuriblerne, 3-6,1981
- 1984 Rapport til Teknologirådet vedr. DIMS- projektets opstart Psykologisk Laboratorium
- 1984 Privatsfærens informatisering, - nogle bidrag til udmåling af afstande mellem 1484 og 1984 , Psyche & Logos,2,
- 1986 Eksperimentel Systemudvikling af Informationsteknologi til Privathjem , Psykologiske Forskningsrapporter nr.6 Psykologisk Laboratorium, København
- 1987 Full-scale in another sense, i: Peder Duelund Mortensen(ed): Proceedings of the I'st European Full Scale Workshop Conference, Boliglaboratoriet's forlag, København
- 1988 The home of the 90's. Rationale for an attempt to develop a total-environment prototype for the study of user needs, i: F. van Rijn & R. Williams (eds): Concerning Home Telematics Elsevier Science Publishers, NorthHolland, Amsterdam
- 1988 Impact of Home Interactive Telematics on the Household. A Working group report, i: F. van Rijn & R. Williams (et): Concerning Home Telematics Elsevier Science Publishers, North Holland, Amsterdam
- 1989 Halvfemserhjemmet's EIektroniske Situation. Rapport fra etableringen af et permanent fremtidsværksted (265s.) Psykologisk Laboratorium, København
- 1989 Ind i og ud af Personlighedspsykologiske Teorier, en studiebog. (Pilotudgave) Psykologisk Laboratorium, København
- 1989 Hjemfølelsen: Hjemme i rummene - hjemme i tiden, - om at navigere i overskuelige rækkevidder, i: Bror Westman (ed) Hjemfølelsen. Boliglaboratoriets forlag, København
- 1990 Teknologivurdering som redskab til konstruktiv produktudvikling, i: Tarja Cronberg & Dorte Friis (eds.): Metoder i Teknologivurdering . Erfaring og Fornyelse. Teknik Samfund Initiativets Publikation 8, Blytmanns Forlag
- 1991 Hjemmets Informationsdynamik. Om vilkår for et interaktivt multimedie. (542 s) Psykologisk laboratorium,
- 1992 Personlighedspsykologiske Teorier, en studiebog. Revideret Udgave Psykologisk Laboratorium, København
- 1992 med F. van Rijn og Frerk,G.: Perspectives on Home-Oriented Informatics and Telematics. i: R.Aiken (Ed) Education and Society, Information Processing 92, Vol.2 Elsevier, North Holland
- 1992 (Ed.) OIKOS, a newsletter from IFIP WG 9.3
- 1993 Cyberspace, Virtual Reality og Hjemmelivets Psykologi Dansk Psykolognyt, 21/93
- 1994 Det Virtuelle hjem. Dataposten 1/94
- 1994 Teknologiudvikling og Fællesskab. Debatoplæg til Teknologinævnets Konference "Det Hele Liv"
- 1994 Privathjem og Lokalområder, Agenda for en langsigtet Informationspolitik Bestilt rapport til Dybkjær udvalget
- 1994 (Ed. med Kim Borreby) : HOIT 94 Proceedings of an International Cross-disciplinary Conference on Home-Oriented Informatics, Telematics & Automation, Københavns Universitet heri
- a) Domestic Information Dynamics and the Virtual Home
- b) A Presentation of the Experimental Home of the 90'
- c) Private Homes and Neighbourhoods, Agenda for a Long Term Information Technology Policy
- 1995 Hjemmet i år 2000 , Kronik i Politiken
- 1996 Home-Oriented Informatics, Telematics & Automation in: Encyclopedia of Computer Science and Technology : Marcel Dekker, Pittsburg Penn.
- 1998 Construing the multimedia-home to enhance cultural and biographic continuity in “Eds. Jolanta Treille & Mara Rubene :”Home: Recollections of the past and visualisations of the future” “Maja - Pagatnes atminas .- nakotnes vizijast”, LU Praktiskas filozofijas katedra, Riga, Latvia.
- 2000 Citizen Science Implications of Public Access to 3- D Hypermedia Editing and Interactivity in the Home. Consumers as researchers - Homes as laboratories, in: Home Informatics and Telematics. Eds: Andy Sloane, Felix van Rijn. Klüwer Academic Publishers
- 2000."3x3D: A quantum leap in autonomous power of domestic self-accountability and meta-encryption" WWW.presentation in SITUFLEX/Superchannel/10jan 2000
- (2001) Towards the virtual home: Construing the multi-media-home to enhance cultural and biographic continuity in: Eds.: Bloch Rasmussen, Colin Beardon, Silvio Munari.  Computers and networks in the age of globalization. Klüwer Academic Publishers
- 2008 “Empowering Citizen Self-Documentation: Re-inventing the diary” Observatorio (OBS*), Vol2, No 2 (2008) www.obs.obercom.pt/index.php/obs/article/view/198 (Paper presented to the COST298 transdiciplinary international conference on “The user and the future of information and communication technologies” in Moscow 2007).
- 2009 Personal Electronic Journaling (Paper presented to the COST298 transdiciplinary international conference on “The user and the future of information and communication technologies” in Copenhagen 2009). http://miha2.ef.uni-lj.si/cost298/gbc2009-proceedings/papers/P155.pdf
- 2009 Self-care, telemonitoring and multidimensionality in person-to-person interfacing: A new angle on self-management in chronic disease (Paper presented to the COST298 transdiciplinary international conference on “The user and the future of information and communication technologies” in Copenhagen 2009): http://miha2.ef.uni-lj.si/cost298/gbc2009-proceedings/papers/P154.pdf
- 2011 ”Dimensions of the Patient Journey, - charting and sharing the patient journey   with long term user-driven support systems in: Eds. Rakesh Biswas & Carmel Mary Martin ”User-driven Healthcare and Narrative Medicine: Utilizing Collaborative Social Networks and Technologies”. (IGI Global http://phenomenalog.wikispaces.com/Dimensions+of+the+Patient+Journey